# Langoiran
Langoiran je francouzská obec v departementu Gironde v regionu Akvitánie. V roce 2009 zde žilo 2 173 obyvatel. Leží na řece Garonna.